# Emily Armstrong
Emily Marcia Armstrong, přechýleně Armstrongová, (* 6. května 1986, Los Angeles) je americká zpěvačka, skladatelka, hudebnice, spoluzakladatelka skupiny Dead Sara a od září 2024 zpěvačkou americké rockové skupiny Linkin Park. Tuto roli převzala po bývalém zpěvákovi skupiny Chesteru Benningtonovi, který 20. července 2017 spáchal sebevraždu. O zpěv se dělí s druhým zpěvákem kapely Mikem Shinodou.

## Mládí
Narodila se a vyrůstala v Los Angeles. Její rodiče byli významnými členy scientologické církve, proto byla vychována jako scientoložka. V 11 letech začala psát písně a hrát na kytaru, o 4 roky později začala i zpívat. Kvůli hudbě odešla ze střední školy. Často uvádí, že hudba je jediná věc, která ji v životě motivuje.

## Kariéra

### Dead Sara
V roce 2002 začala hrát společně s kytaristkou Siouxsie Medley. Seznámily se přes své společného přítele. Spojoval je podobný hudební vkus. Mezi jejich vzory patří Nirvana, L7, Led Zeppelin, Stevie Nicks, Joni Mitchell, Iggy Pop a Fleetwood Mac. Výrazně ji ovlivnil folk rock, ten se následně stal charakteristickým stylem kapely Dead Sara.
První koncert kapela odehrála v roce 2005 a turné následovalo o dva roky později. V roce 2010 založila svoji vlastní nahrávací společnost, pod kterou v roce 2012 vydala své debutové studiové album Dead Sara.
Jejich druhé studiové album Pleasure to Meet You vyšlo na konci března 2015. Práce na třetím albu začaly v roce 2018 a byly pozastaveny pandemií covidu-19. Proto vyšlo až v roce 2021.

### Linkin Park
Dne 5. září 2024 vyšlo najevo, že se připojila k rockové skupině Linkin Park. Zaujala místo zesnulého zpěváka skupiny Chestera Benningtona. Po koncertu kapela vydala singl „The Emptiness Machine“ z prvního alba skupiny po sedmi letech. Album dostalo název From Zero a jeho vydání je naplánováno na 15. listopad 2024.
Své první živé vystoupení s Linkin Park odehrála 5. září 2024, tedy v den, kdy skupina oznámila svůj návrat.

### Další nahrávky a živá vystoupení
Ještě před vydáním debutu skupiny Dead Sara, byla dle deníku Wall Street považována za dobrou zpěvačku. Courtney Love ji v roce 2010 přizvala do New Yorku, aby zazpívala na albu Nobody's Daughter skupiny Hole. Nahrávala nebo vystupovala s umělci, jako jsou The Offspring, Beck, Demi Lovato, Awolnation a Robby Krieger z The Doors.

## Kontroverze

### Scientologická církev
V roce 2013 byla vyfotografována na slavnostním večeru k 44. výročí založení Mezinárodního centra celebrit Scientologické církve. V tiskové zprávě po této události ji církev označila za jednu z několika významných členů.

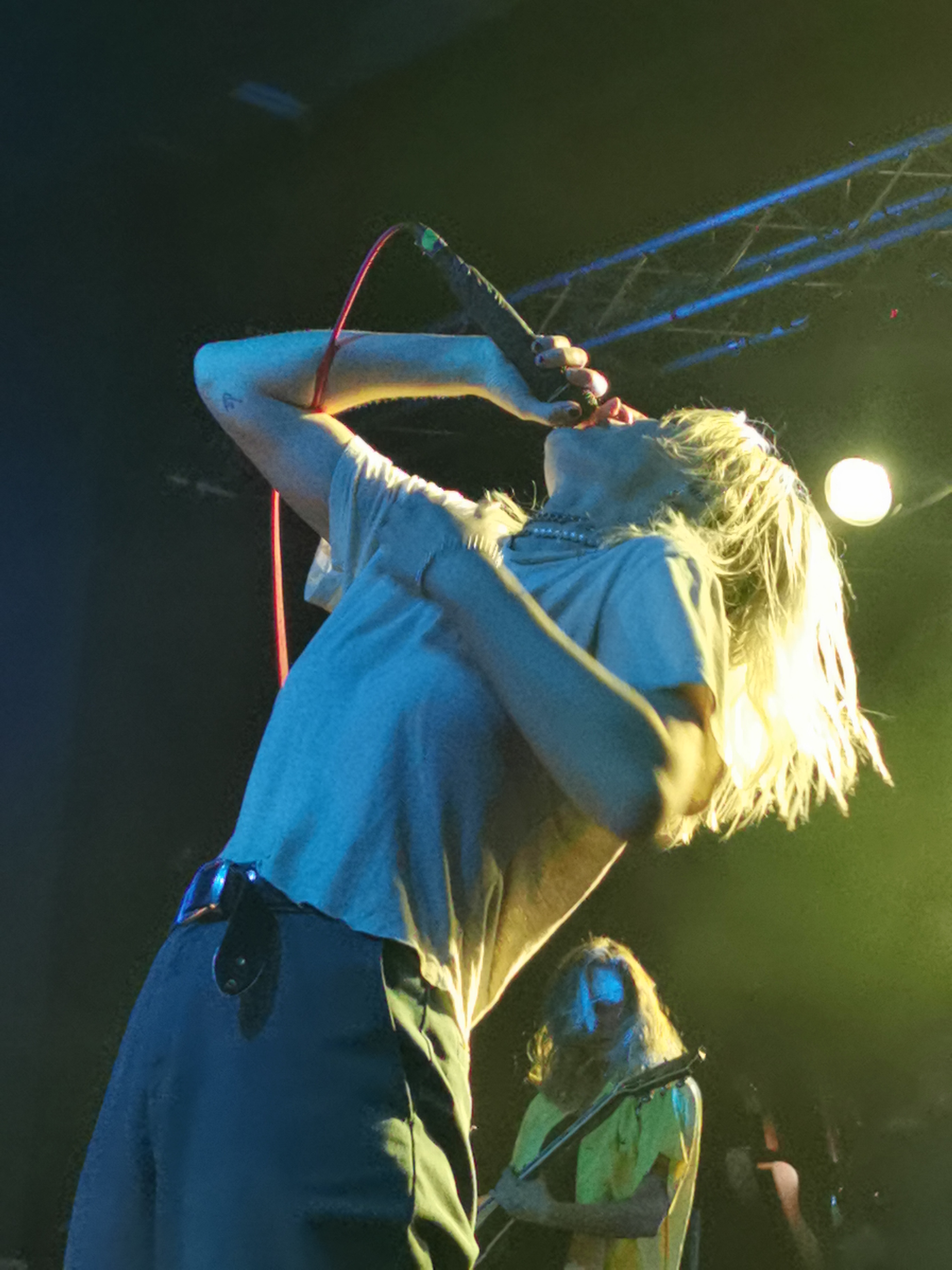
Emily Armstrong během vystoupení v Budapešti

Podle stanice BBC nikdy veřejně nekomentovala svůj vztah k církvi, ale některé texty skupiny Dead Sara naznačují kritiku a odmítání scientologického učení.

### Kauza Danny Masterson
Ihned po oznámení, že se stává novou zpěvačkou Linkin Park se objevily zprávy o její příslušnosti ve Scientologické církvi a jejího vztahu s odsouzeným násilníkem Dannym Mastersonem. Poprvé se tato kontroverze objevila v době, kdy byl Masterson souzen v roce 2023.
Zprávy vedly, že jedna z údajných Mastersonových obětí, Chrissie Carnell Bixlerová, její manžel, zpěvák skupiny Mars Volta a bývalý scientolog Cedric Bixler-Zavala, veřejně kritizovali rozhodnutí Armstrongové zúčastnit se slyšení během Mastersonova procesu.
Dne 6. září v příspěvku na Instagramu uvedla: „Před několika lety jsem byla požádána, abych u soudu podpořila někoho, koho jsem považovala za přítele, a šla jsem na jedno rané slyšení jako pozorovatelka. Brzy poté jsem si uvědomila, že jsem to neměla dělat. Vždycky se snažím vidět v lidech to dobré a já ho špatně odhadla. Od té doby jsem s ním nikdy nemluvila. Vyšly najevo nepředstavitelné podrobnosti a později byl shledán vinným. Abych to řekla co nejjasněji: „Neschvaluji zneužívání a násilí na ženách a soucítím s oběťmi těchto zločinů.

## Osobní život
V roce 2016 byla ve vztahu s modelkou Kate Harrison. Identifikuje se jako queer.

## Diskografie

### Dead Sara
- The Airport Sessions (2008)
- Dead Sara (2012)
- Pleasure to Meet You (2015)
- The Covers (2017)
- Temporary Things Taking Up Space (2018)
- Ain't It Tragic (2021)

### Linkin Park
- From Zero (2024)